# Чапала
Чапа́ла (ісп. Chapala) — найбільше прісноводне озеро Мексики. Розташоване за 40 км на південний схід від міста Гвадалахари, в південній частині Мексиканського нагір'я, між гірською системою Західна Сьєрра-Мадре та Трансмексиканським вулканічним поясом, на кордоні штатів Халіско і Мічоакан. Площа — 1112 км² (за іншими даними — 1038 км). Середня глибина озера близько 7 метрів, максимальна — 33 метри (за іншими даними — 9 або 13 метрів). Розташоване на висоті 1524 метри над рівнем моря. Об'єм — 8148 км³. Протяжність із заходу на схід — 80 км, з півночі на південь — 18 км. Площа водозбірного басейну — 48 224 км².
За існуючими версіями, назва Чапала може походити від науатльського «місце маленьких ваз або горщиків», «місце коників над водою» або з слова мови кока, що позначає «мокре місце».
Вік озера був встановлений за допомогою вуглецевого аналізу 14 зразків деревини, знайдених в донних відкладеннях. Дослідження показали, що він становить близько 38000 років. Згідно з дослідженнями, воно утворилося в період пізнього плейстоцену, геологічної епохи, яка охоплювала часовий відрізок від 1000000 до 25000 років тому.
Береги озера складені базальтами, ріолітами та андезитами вулканічного походження.
В озеро впадають річки Лерма (найдовша з річок, що повністю протікають мексиканською територію), Ла-Пасьон та ін. Єдина річка, що витікає з озера — Ріо-Ґранде-де Сантьяго. Відомості про глибину озера суперечливі: середня — 7 м; від 4 до 7 м.
У басейні озера та річки Ріо-Гранде-де-Сантьяго мешкає 15,6 % населення Мексики.

## Фауна
Озеро Чапала привертає велику кількість різноманітних птахів, як місцевих видів, таких як рожевий пелікан, так і перелітних, в тому числі рогодзьобого пелікана. З 1982 по 1995 рік біологи зареєстрували на озері 153 видів птахів. З них 54 види мешкають в його околицях постійно, а 50 % зареєстрованих пернатих є міграційними видами. Озеро має велике значення для розмноження різних видів чаплі, що мешкає на озері цілий рік, і в той же час є місцем зимівлі водних мігрантів, таких як сивкоподібні та качки.

## Екологічні проблеми
У 2009 році озеро було внесено до Списку водно-болотних угідь міжнародного значення в рамках Рамсарської конвенції.
Озеро є основним джерелом питної води міста Гвадалахари: 60 % води, що надходить в місто, йде з Чапали. За даними досліджень, в басейновому окрузі Лерма — Чапала — Сантьяго виявлені значні наслідки втручання людини в природний водообіг, що вплинуло на гідрологічний цикл системи і, як наслідок, знизило щорічний обсяг води, що надходить в озеро. Крім того, на рівень води в озері вплинули кліматичні умови — кілька періодів посухи високої інтенсивності. Дефіцит води в озері становить близько 1,7 км³. Дослідження 2016 року віднесло озеро до розряду лужних оліготрофних озер через велику кількість водних рослин — рослин виду Eichhornia crassipes (водяний гіацинт).
Через надмірну експлуатацію водних ресурсів озера та вирубку лісів на його берегах існує загроза зниження рівня і якості води в Чапале, що пов'язано також з попаданням в нього стічних вод з міських дренажних систем, зі збільшенням кількості відходів сільського господарства і тваринництва, що надходять з довколишніх районів.
Урагани, що почастішали останнім часом, змінили ситуацію: в жовтні 2018 року рівень води в озері, за даними Інституту астрономії і метеорології (IAM) Університету Гвадалахари (UdeG), вперше за 18 років показав збільшення загального обсягу на 81 %.

## Значення озера
Озеро займає важливу нішу в економіці і культурі країни, так як є джерелом прісної води для великого міста, приносить дохід численним рибалкам, виступає в якості популярного туристичного об'єкта і є історичним пам'ятником природи.
З 2013 року муніципальні та урядові організації, екологи та активісти, НВО і громадські діячі проводять різні заходи, з тим щоб міжнародний Комітет розглянув питання про включення Чапали до списку Всесвітньої спадщини ЮНЕСКО:
- це найбільше природне прісне озеро Мексики і місце проживання ендемічних представників фауни;
- озеро має культурне та історичне значення; так, розташований серед його вод острів Скорпіон є сакральним місцем для корінного народу — індійців уічоль[16];
- Чапала грає важливу роль в економіці країни як туристичний об'єкт;
- з назвою озера Чапала пов'язані літературні та художні персонажі[17].